# Joseph Pagnol
Pour les articles homonymes, voir Pagnol.
Joseph Pagnol, né le 25 octobre 1869 à Vaison-la-Romaine (Vaucluse) et mort le 8 novembre 1951 à Marseille, est un instituteur français, entré dans la postérité comme père de l'écrivain et cinéaste Marcel Pagnol.
La personnalité et la vie de famille de Joseph sont présentées dans la série des quatre romans autobiographiques des Souvenirs d'enfance, et plus particulièrement dans La Gloire de mon père et Le Château de ma mère. 

## Biographie
Joseph est le fils d'André Pagnol, compagnon du Tour de France, tailleur de pierre à Valréas, puis à Marseille, où il est sacré « premier compagnon » des Bouches-du-Rhône et envoyé à Paris pour la restauration de l'Hôtel de Ville.

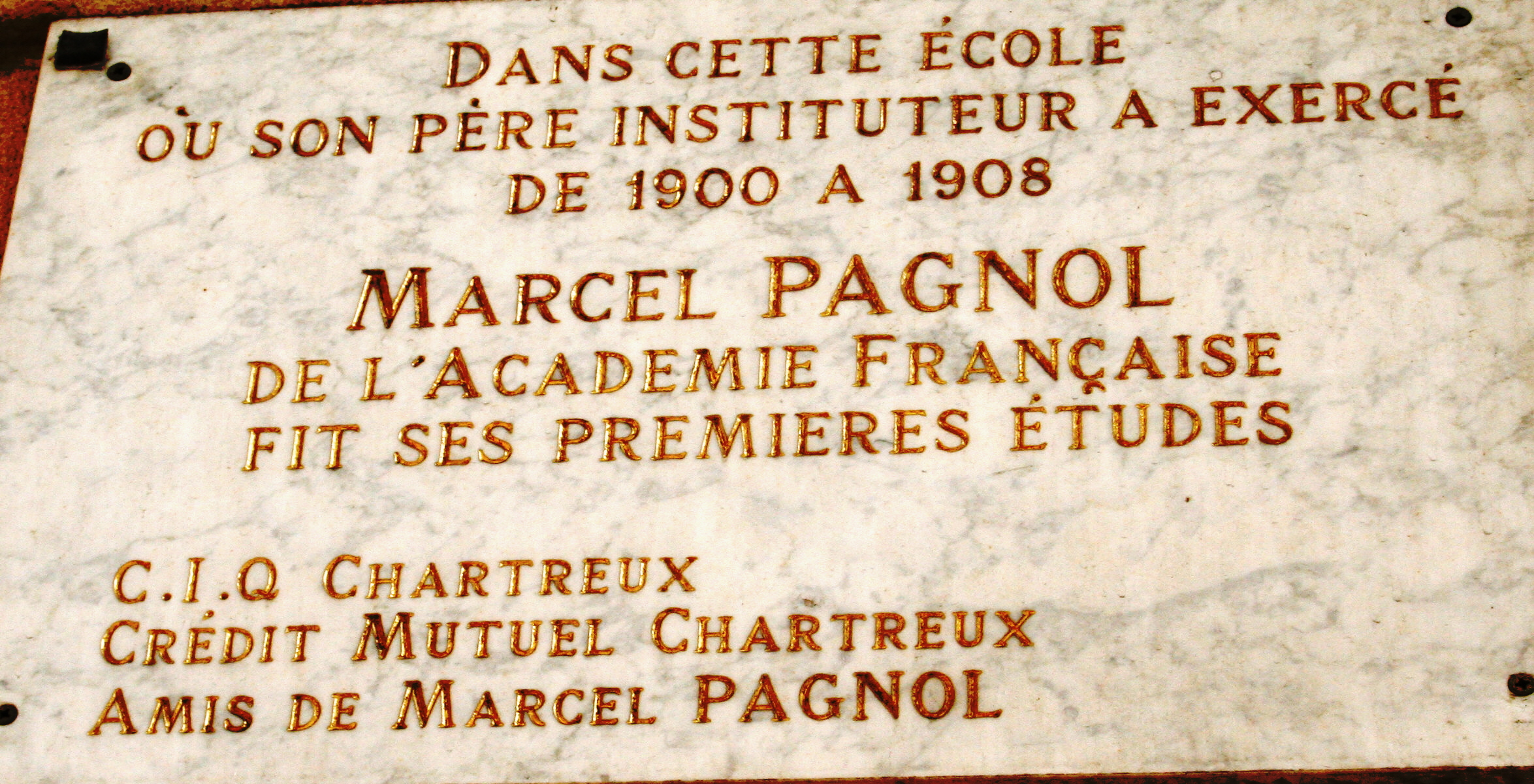
Plaque commémorative de Marcel Pagnol à Marseille, mentionnant son père.

Joseph Pagnol devient instituteur, fonction qui à cette époque n'exige pas d'être bachelier, et occupe des postes notamment à Aubagne, lieu de naissance de Marcel, puis à Marseille, à l'école de Saint-Loup, puis à l'école du chemin des Chartreux. 
A Marseille, Joseph Pagnol a pour élève Jean Bouin, futur détenteur de sept records du monde en course de fond et médaillé olympique.
Il épouse Augustine Lansot (1873-1910), couturière, qui lui donnera cinq enfants : Maurice (né et mort en 1894), Marcel (1895-1974), Paul (1898-1932), Germaine (1902-1993) et René (1909-1997).
Dans les souvenirs de Marcel, Joseph apparaît comme attaché au progrès, laïc et anticlérical, à la différence de son beau-frère, « oncle Jules » pour les enfants Pagnol, époux de la sœur d'Augustine, fonctionnaire à la préfecture et catholique pratiquant. 
Après la mort d'Augustine, il épouse Madeleine Julien, née en 1887.
Il est inhumé dans le même cimetière que Marcel Pagnol, au cimetière de la Treille, dans une sépulture différente avec sa seconde femme Madeleine.

## Joseph Pagnol au cinéma
Dans les adaptations cinématographiques réalisées par Yves Robert, La Gloire de mon père et Le Château de ma mère (1990), son personnage est interprété par Philippe Caubère. Dans celles de Thierry Chabert, Le Temps des secrets et Le Temps des amours (2006), par Pierre-François Martin-Laval. Enfin dans Le Temps des secrets (2022) de Christophe Barratier, c'est Guillaume de Tonquédec qui joue le rôle de Joseph Pagnol.